# Тюменевский
Тюменевский — упразднённый в 1996 году посёлок в Знаменском районе Тамбовской области. Входил в состав Покрово-Марфинского сельсовета, вошёл в состав деревни Тюменевка.

## География
Находился к юго-востоку от деревни Тюменевка

### Географическое положение
Расстояние до центра сельсовета: Покрово-Марфино 1 км
Расстояние до районного центра: Знаменка 27 км
Расстояние до областного центра: Тамбов 45 км

## Топоним
Название связано с деревней Тюменевка Покрово-Марфинского сельсовета. Её название, в свою очередь, восходит к фамилии помещиков Тюменев, известные с середины XIX века (крестьяне помещика Дмитрия Тюменева упоминаются в исповедной росписи по селу Покрово-Марфино за 1863 год).

## История
Посёлок на картах XX века известен как Тюменевские Выселки
В 1996 г. посёлки Тюменевский-1-й, Тюменевский и деревня Тюменевка, объединены в единый пункт с наименованием деревня Тюменевка.

## Инфраструктура
Личное подсобное хозяйство.

## Транспорт
С восточной окраины проходит автомобильная дорога федерального значения Р193, соединяющая города Воронеж и Тамбов.